# Croatie aux Jeux olympiques d'hiver de 2014
La Croatie participe aux Jeux olympiques d'hiver de 2014 à Sotchi, en Russie, du 7 au 23 février 2014. Il s'agit de sa septième participation à des Jeux d'hiver.

## Liste du médaillé
| Sport                 | Discipline           | Athlète(s)     | Date       |
| Médaille d'argent : 1 |                      |                |            |
| Ski alpin             | Super combiné hommes | Ivica Kostelić | 14 février |

| Sport     | Médaille d'or, Jeux olympiques | Médaille d'argent, Jeux olympiques | Médaille de bronze, Jeux olympiques | Total |
| --------- | ------------------------------ | ---------------------------------- | ----------------------------------- | ----- |
| Ski alpin | 0                              | 1                                  | 0                                   | 1     |